# Valjunquera
Valjunquera è un comune spagnolo di 423 abitanti situato nella comunità autonoma dell'Aragona.